# Seabracris tijuca
Seabracris tijuca är en insektsart som beskrevs av Christiane Amédégnato och Marius Descamps 1979. Seabracris tijuca ingår i släktet Seabracris och familjen gräshoppor. Inga underarter finns listade i Catalogue of Life.